# Kneipe (Landsberg)
Kneipe ist ein Ortsteil der Ortschaft Schwerz der Stadt Landsberg im Saalekreis in Sachsen-Anhalt.

## Geografie
Kneipe liegt nordöstlich von Schwerz und südöstlich von Dammendorf. Durch die Ortschaft verläuft die Landesstraße 143 (L 143). 

## Geschichte

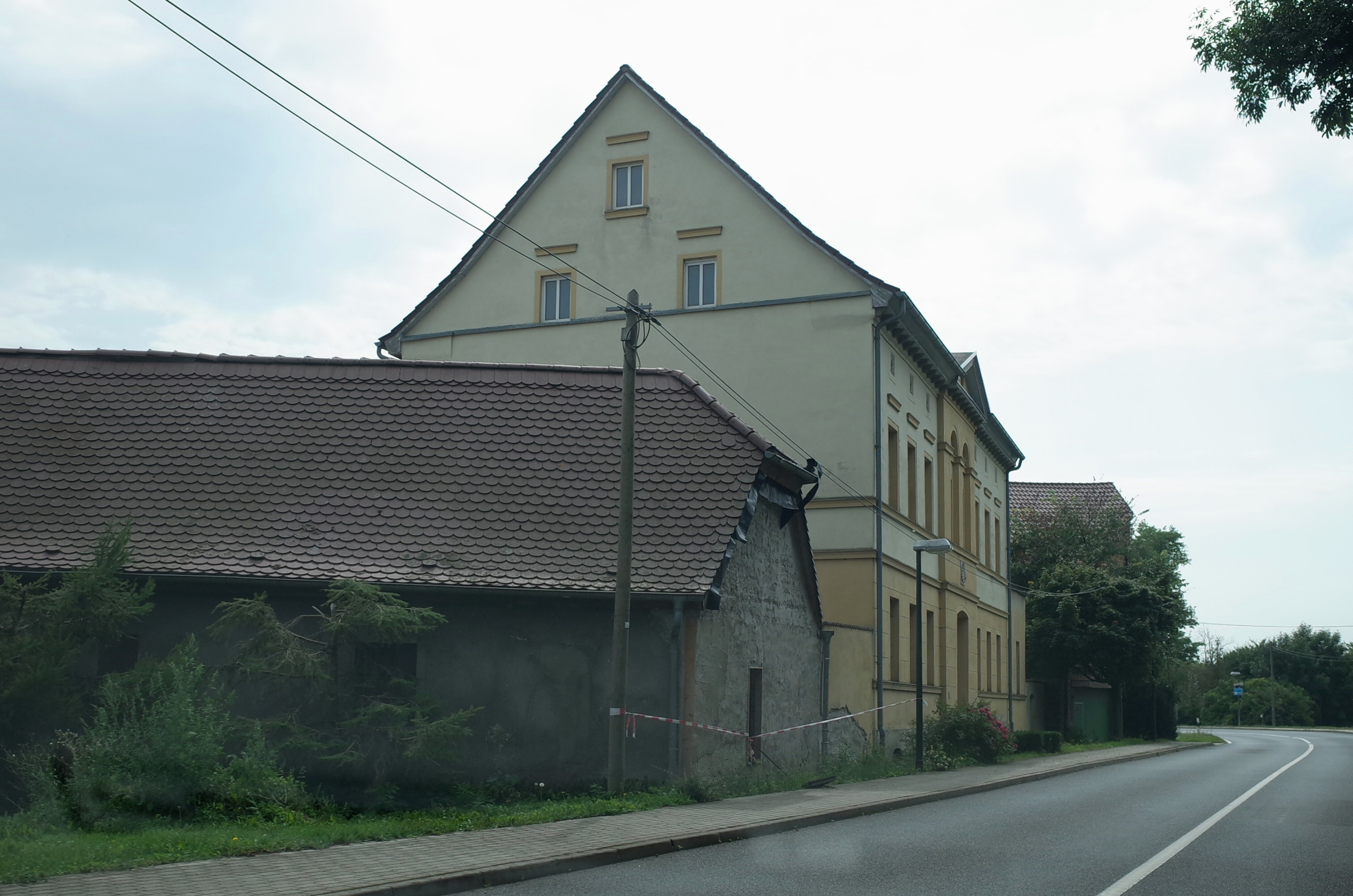
Gasthaus Zur Preußischen Krone

Schwerz, zu dem Kneipe gehört, wurde durch den Westfälischen Friedensschluss von 1648 zu Brandenburg-Preußen geschlagen, was 1680 umgesetzt wurde. Dennoch war das Dorf, das nun zum Saalkreis im Herzogtum Magdeburg gehörte, von sächsischen Ämtern umgeben: Das Amt Zörbig im Norden, das Amt Bitterfeld im Osten und das Amt Delitzsch im Süden. Nur im Westen herrschte Anschluss an den Saalkreis.
In der Mitte des 18. Jahrhunderts wurde die bereits vorhandene Zollstation – nordöstlich von Schwerz an der Straße von Landsberg nach Zörbig – um eine Ausspanne, die spätere Wirtschaft Zur (Preußischen) Krone, ergänzt, die schließlich zu dem Ortsnamen führte. Mit der Zeit entstanden bei diesen beiden Gebäuden auch einige Wohnhäuser und bildeten so die Siedlung. Die Ortsbezeichnung Kneipe entstand vermutlich erst im 20. Jahrhundert. Die einzige Straße der Siedlung trägt zur Erinnerung heute zudem den Namen Zur Zollstation. Mit dem Frieden von Tilsit wurden Schwerz, Dammendorf und Kneipe 1807 dem Königreich Westphalen angegliedert und dem Distrikt Halle im Departement der Saale zugeordnet. Sie gehörten zum Kanton Oppin.
Mit dem Wiener Kongress kam nicht nur Schwerz samt Kneipe in den Saalkreis zum Königreich Preußen zurück, sondern auch die umliegenden Dörfer wurde preußisch und kamen zu den Landkreisen Bitterfeld bzw. Delitzsch im Regierungsbezirk Merseburg der Provinz Sachsen. Damit verlor die Zollstation ihre Bedeutung, aber der Gasthof blieb bestehen. Schwerz wurde mit Dammendorf und Kneipe am 1. Januar 2010 von Landsberg eingemeindet, nachdem zuvor aus dem Saalkreis der Saalekreis geworden war.

## Kulturdenkmäler
Die Häusergruppe mit der Adresse Zur Zollstation 1, 2, 3, 4 und 5 stehen zusammen unter Denkmalschutz (Nummer 094 55647), wobei die Hausnummer 1, die alte Wirtschaft Zur Preußischen Krone mit der Zollstation, noch einmal gesondert unter Denkmalschutz steht (Nummer 094 55646).